# António Melo (ator)
António Melo (Lisboa, 13 de março de 1963) é um actor português.

## Carreira
Tornou-se conhecido do público português pelas suas participações nos programas "Apanhados", "Nico d'Obra", "Malucos do Riso", "Camilo na Prisão" e "Maré Alta", entre outros. Participou também na série televisiva "Até Amanhã Camaradas", baseada no romance homónimo de Manuel Tiago (pseudónimo de Álvaro Cunhal), e nas novelas "Morangos Com Açúcar", "Feitiço de Amor", "O Último Beijo", "Saber Amar" ou "Belmonte". É essencialmente reconhecido pelos seus papéis cómicos.

## Trabalhos em televisão
- Apanhados..., RTP 1995
- Nico D'Obra... Zambujal, RTP 1995
- Telechoque... vários apanhados, TVI 1996
- Alhos e Bugalhos... David, RTP 1996
- Lelé e Zequinha... Brasileiro, RTP 1997
- Ballet Rose… Procurador, RTP 1997/98
- Camilo na Prisão..., SIC 1998
- As Lições do Tonecas... Médico, RTP 1998
- O Meu, o Teu e o Nosso... Mestre de Obras, RTP 1999
- Médico de Família... Helder, SIC 1999
- Mãos à Obra... Quim, RTP 1999
- A Febre do Ouro Negro… António Sousa, RTP 2000
- Café da Esquina... Pedinte, RTP 2000
- A Minha Família é uma Animação..., SIC 2001
- Malucos do Riso... Várias personagens, SIC 2001/2005
- O Último Beijo… Artur Buzina, TVI 2002
- Saber Amar… Joca, TVI 2003
- Inspector Max... Pepe, TVI 2004
- João Semana… Joaquim do Telhado, RTP 2004
- Até Amanhã Camaradas… Cesário, SIC 2004
- Maré Alta... Várias personagens, SIC 2004
- Inspector Max II … Arnaldo, TVI 2005
- Pedro e Inês... Capitão, RTP 2005
- A Minha Família… Armando, RTP 2006
- Regresso a Sizalinda... Artur, RTP 2006
- Morangos com Açucar… Júlio Sousa, TVI 2006/2007
- Casos da Vida… Inspector Simões/Zé Manel, TVI 2008
- Feitiço de Amor… Manuel Santos, TVI 2008/2009
- Deixa Que Te Leve... Baptista, TVI 2009
- República... Sousa, RTP 2010
- Os Compadres... Amadeu, RTP 2012
- Remédio Santo..., TVI 2012
- O Bairro... Tibério, TVI 2012
- Giras & Falidas... Souto Vargas, TVI 2013
- Os Filhos do Rock... Quim, RTP 2013
- Belmonte...Fernando Ferreira, TVI 2013/2014
- A Única Mulher... Operário da Barragem, TVI 2014
- Bem-Vindos a Beirais... Vizinho, RTP 2015
- Santa Bárbara..., TVI 2015
- Pôr do Sol, Tó Mané, RTP1 2021/2022
- Rua das Flores, Constantino, TVI 2022
- Flor sem Tempo, Isidro, SIC, 2023
- Festa É Festa, Delfim, TVI, 2024/2025
- Sr. Rui, um Homem do Povo, TVI 2025

## Filmografia
- A Bomba (2001)
- A Selva (2002)

## Teatro

### Encenação
2016 – “Loucos por Amor” de Sam Shepard, T. Guilherme Cossoul com Orlando Costa, João Catarré, Iolanda Laranjeiro e Frederico Amaral.